# USS George (DE-697)
USS George (DE-697) là một tàu hộ tống khu trục lớp Buckley được Hải quân Hoa Kỳ chế tạo trong Chiến tranh Thế giới thứ hai. Tên nó được đặt theo thủy thủ Eugene F. George (1925–1942), người từng phục vụ trên tàu tuần dương hạng nặng San Francisco (CA-38), đã tử trận trong trận Hải chiến Guadalcanal vào ngày 13 tháng 11, 1942 và được truy tặng Huân chương Chữ thập Hải quân. Nó đã phục vụ cho đến khi chiến tranh kết thúc, và tiếp tục hoạt động trong giai đoạn cuộc Chiến tranh Lạnh cho đến khi xuất biên chế năm 1958 và bị tháo dỡ năm 1970. George được tặng thưởng hai Ngôi sao Chiến trận do thành tích phục vụ trong Thế Chiến II.

## Thiết kế và chế tạo
Những chiếc thuộc lớp tàu hộ tống khu trục Buckley có chiều dài chung 306 ft (93 m), mạn tàu rộng 37 ft 1 in (11,30 m) và độ sâu mớn nước khi đầy tải là 11 ft 3 in (3,43 m). Chúng có trọng lượng choán nước tiêu chuẩn 1.400 tấn Anh (1.400 t); và lên đến 1.740 tấn Anh (1.770 t) khi đầy tải. Hệ thống động lực bao gồm hai turbine hơi nước General Electric công suất 13.500 mã lực (10.100 kW), dẫn động hai máy phát điện công suất 9.200 kilôwatt (12.300 hp) để vận hành hai trục chân vịt;  công suất 12.000 hp (8.900 kW) cho phép đạt được tốc độ tối đa 23 kn (26 mph; 43 km/h), và có dự trữ hành trình 6.000 nmi (6.900 mi; 11.000 km) khi di chuyển ở vận tốc đường trường 12 kn (14 mph; 22 km/h).
Vũ khí trang bị bao gồm ba pháo 3 in (76 mm)/50 cal trên tháp pháo nòng đơn có thể đối hạm hoặc phòng không, một khẩu đội 1,1 inch/75 caliber bốn nòng và tám pháo phòng không Oerlikon 20 mm. Vũ khí chống ngầm bao gồm một dàn súng cối chống tàu ngầm Hedgehog Mk. 10 (có 24 nòng và mang theo 144 quả đạn); hai đường ray Mk. 9 và tám máy phóng K3 Mk. 6 để thả mìn sâu. Khác biệt đáng kể so với lớp Evarts dẫn trước là chúng có thêm ba ống phóng ngư lôi Mark 15 21 inch (533 mm). Thủy thủ đoàn đầy đủ bao gồm 186 sĩ quan và thủy thủ.
George được đặt lườn tại xưởng tàu của hãng Defoe Shipbuilding Company tại Bay City, Michigan vào ngày 22 tháng 5, 1943. Nó được hạ thủy vào ngày 14 tháng 8, 1943; được đỡ đầu bởi bà Harlow F. George, mẹ thủy thủ George, và nhập biên chế tại New Orleans, Louisiana vào ngày 20 tháng 11, 1943 dưới quyền chỉ huy của Hạm trưởng, Thiếu tá Hải quân John Edward Page.

## Lịch sử hoạt động

### 1944 - 1945
Sau khi hoàn tất việc chạy thử máy huấn luyện tại khu vực Bermuda và sửa chữa sau chạy thử máy, George khởi hành từ Boston, Massachusetts vào ngày 11 tháng 1, 1944 để đi sang khu vực Mặt trận Thái Bình Dương. Nó hộ tống một đoàn tàu vận tải đi từ Norfolk, Virginia sang Nouméa, New Caledonia, đến nơi vào ngày 19 tháng 2. Trong mùa Xuân năm 1944, nó hộ tống cho các đoàn tàu đi lại giữa các quần đảo Admiralty, New Hebrides và Solomon trong một giai đoạn củng cố các vị trí tại khu vực Solomon. Vào ngày 16 tháng 5, nó cùng các tàu chị em England (DE-635) và Raby (DE-698) khởi hành từ đảo Florida, Solomon trong thành phần một đội tìm-diệt tàu ngầm, vốn sẽ trở thành một chiến dịch tuần tra chống tàu ngầm thành công nhất tại Thái Bình Dương.
Trong chuyến tuần tra từ ngày 19 đến ngày 31 tháng 5, ba chiếc tàu hộ tống khu trục đã đánh chìm tổng cộng sáu tàu ngầm Nhật Bản: I-16, RO-104, RO-105, RO-106, RO-108 và RO-116, tại vùng biển phía Bắc quần đảo Bismarck. Sau sự kiện này, George đi đến đảo Manus vào ngày 4 tháng 6, và trong ba tháng tiếp theo nó hoạt động tuần tra chống tàu ngầm và hộ tống tàu buôn tại các khu vực New Hebrides, Solomon cũng như tại quần đảo Marshall. Sau khi phục vụ một thời gian ngắn như tàu trạm tại Funafuti thuộc quần đảo Ellice, nó lên đường đi sang Australia, đến Sydney vào ngày 12 tháng 10.
Sau khi quay trở lại vịnh Purvis tại đảo Florida vào ngày 28 tháng 10, George tiếp nối vai trò tuần tra chống tàu ngầm và hộ tống vận tải đến New Guinea, Manus, Guam và Saipan. Trong giai đoạn Chiến dịch Philippines, nó hộ tống các đoàn tàu vận tải xuất phát từ Ulithi để đưa lực lượng tăng viện và tiếp liệu ra chiến trường, rồi đến tháng 2, 1945 lại hộ tống các đoàn tàu vận tải từ Guam đi đến Iwo Jima để tham gia cuộc chiếm đóng hòn đảo này. Ngoài ra, con tàu cũng đảm nhiệm vai trò tìm kiếm và giải cứu, và vào ngày 18 tháng 4 đã cứu vớt ba thành viên một đội bay của chiếc máy bay ném bom B-29 Superfortress buộc phải hạ cánh trên biển ngoài khơi Iwo Jima.
Vào mùa Hè năm 1945, George thực hiện hai chuyến hộ tống vận tải từ Ulithi và Guam đến Okinawa, và sau khi Nhật Bản đã chấp nhận đầu hàng vào ngày 15 tháng 8 giúp kết thúc cuộc xung đột, nó đi đến Truk thuộc quần đảo Caroline vào ngày 12 tháng 9 để tiếp nhận việc đầu hàng của quân đội Nhật Bản đang bị cô lập trên hòn đảo này. Con tàu khởi hành từ Guam vào ngày 18 tháng 9 để quay trở về Hoa Kỳ, về đến San Pedro, California vào ngày 5 tháng 10.

### 1946–1958
Từ ngày 10 tháng 3, 1946 đến ngày 9 tháng 4, 1947, George được phái sang phục vụ cùng Đệ Thất hạm đội tại khu vực Tây Thái Bình Dương. Nó đã hoạt động dọc theo bờ biển Nhật Bản, và từng đi đến các cảng Thanh Đảo và Thượng Hải, Trung Quốc nơi nó hỗ trợ cho hoạt động của lực lượng chiếm đóng Hoa Kỳ và phe Quốc Dân Đảng chống lại phe Cộng sản tại miền Bắc Trung Quốc.
Từ năm 1947 đến năm 1951, George phục vụ cùng Đội hộ tống 31 và phối thuộc cùng Trường Sonar Hạm đội đặt căn cứ tại Trân Châu Cảng, rồi chuyển đến San Diego cùng với Trường Sonar Hạm đội vào năm 1951 và hoạt động tại đây cho đến khi được đại tu tại Trân Châu Cảng vào năm 1953. Nó quay trở lại San Diego vào tháng 9, 1953, rồi lên đường đi Sasebo, Nhật Bản vào ngày 10 tháng 11, nơi nó hoạt động tuần tra chống tàu ngầm và hộ tống tại các vùng biển Nhật Bản, Triều Tiên và Okinawa. Quay trở về San Diego vào ngày 25 tháng 6, 1954, nó tiếp tục hoạt động từ căn cứ này suốt khu vực bờ biển Nam California.
Khởi hành vào ngày 4 tháng 10, 1955, George thực hiện lượt phục vụ tiếp theo tại khu vực Tây Thái Bình Dương. Nó hoạt động tại khu vực phụ cận Guam trong hai tháng, khảo sát các vùng biển quần đảo Caroline, Mariana, Bonin và Volcano trước khi đi đến Yokosuka, Nhật Bản vào tháng 1, 1956. Con tàu tham gia các đợt thực hành hộ tống, chống tàu ngầm và tác xạ cho đến ngày 10 tháng 3, khi nó lên đường để quay trở về vùng bờ Tây, về đến San Diego vào ngày 31 tháng 3. Ngoài một chuyến đi đến British Columbia vào tháng 10, 1956, nó tiếp tục hoạt động từ căn cứ San Diego, cho đến khi lên đường vào ngày 3 tháng 1, 1957 để đi sang Viễn Đông gia nhập cùng Đệ Thất hạm đội. Đi đến New Zealand và Nhật Bản, nó phục vụ như tàu căn cứ tại Hong Kong; rồi tham gia các cuộc tập trận cùng hải quân các nước thành viên trong Khối SEATO ngoài khơi Philippines; và hoạt động từ Guam trong việc tuần tra khảo sát vùng biển Mariana. Rời Guam vào ngày 10 tháng 6, nó quay trở về San Diego vào ngày 7 tháng 7, và đến tháng 9 được chỉ định như tàu huấn luyện dự bị hoạt động tại khu vực San Francisco.
George được cho xuất biên chế tại San Francisco vào ngày 8 tháng 10, 1958 và được đưa về Hạm đội Dự bị Thái Bình Dương, neo đậu tại Stockton, California. Con tàu không bao giờ được đưa ra hoạt động trở lại; tên nó được cho rút khỏi danh sách Đăng bạ Hải quân vào ngày 1 tháng 11, 1969, và con tàu được bán để tháo dỡ vào ngày 12 tháng 10, 1970.

## Phần thưởng
George được tặng thưởng hai Ngôi sao Chiến trận do thành tích phục vụ trong Thế Chiến II.
|                           |  |  |
| Bronze star · Bronze star |  |  |

| Dãi băng Hoạt động Tác chiến (truy tặng)                                | Dãi băng Hoạt động Tác chiến (truy tặng) | Huân chương Chiến dịch Hoa Kỳ        | Huân chương Chiến dịch Hoa Kỳ                  |
| Huân chương Chiến dịch Châu Á-Thái Bình Dương với 2 Ngôi sao Chiến trận | Huân chương Chiến thắng Thế Chiến II     | Huân chương Chiến thắng Thế Chiến II | Huân chương Giải phóng Philippine (Philippine) |